# Synisoma appendiculatum
Synisoma appendiculatum är en kräftdjursart som först beskrevs av Risso 1816.  Synisoma appendiculatum ingår i släktet Synisoma och familjen tånglöss. Inga underarter finns listade i Catalogue of Life.